# Список замков Ирландии
Ниже представлен список замков Ирландии. Это избранный список замков, т.е. неполный список всех замков, когда-либо существовавших на территории нынешней Республики Ирландия. Замки, расположенные в Северной Ирландии представлены в отдельном списке.

## Голуэй
| Название                                          | Тип             | Дата постройки  | Состояние    | Изображение | Статус                      | Примечания |
| ------------------------------------------------- | --------------- | --------------- | ------------ | ----------- | --------------------------- | --- |
| Замок Ардамалливан (англ. Ardamullivan Castle)    | рыцарская башня | XVI в.          | восстановлен |             | Национальный памятник       | |
| Замок Атенрай (англ. Athenry Castle)              | рыцарская башня | 1235—1250       | восстановлен |             | Национальный памятник       | |
| Замок Баллили (англ. Ballylee Castle)             | рыцарская башня | XV в.           | руины        |             | музей                       | |
| Замок Баллимор (англ. Ballymore Castle)           | рыцарская башня | 1585            | восстановлен |             | частная резиденция          | |
| Замок Баллинагинх (англ. Ballynahinch Castle)     | особняк         | 1754            | сохранился   |             | гостиница                   | |
| Замок Гарбелли (англ. Garbally Castle)            | рыцарская башня | ок. 1499        | руины        |             |                             | |
| Замок Глинск (англ. Glinsk Castle)                | рыцарская башня | середина XVI в. | руины        |             | Национальный памятник       | |
| Замок Дангвайр (англ. Dunguaire Castle)           | рыцарская башня | XVI в.          | восстановлен |             | музей                       | |
| Замок Дансэндл (англ. Dunsandle Castle)           | замок           | XV в.           | восстановлен |             | музей                       | |
| Замок Кахеркинмонви (англ. Caherkinmonwee Castle) | рыцарская башня | XV в.           | сохранился   |             | частная резиденция          | |
| Замок Киллин (англ. Killeen Castle)               | рыцарская башня | 1493            | восстановлен |             | частная резиденция          | Построен Блейками, одной из 14-ти купеческих семей Голуэя. В XIX веке к башне пристроен фермерский дом. В конце XX века несколько раз перепродавался, был отремонтирован и значительно расширен. |
| Замок Кирк (англ. Castlekirk)                     | рыцарская башня | начало XII в.   | руины        |             |                             | |
| Замок Клифден (англ. Clifden Castle)              | особняк         | ок. 1815—1818   | руины        |             | на территории частной фермы | |
| Замок Клохан (англ. Cloghan Castle)               | замок           | 1236            | восстановлен |             | гостиница                   | |
| Замок Клунаконин (англ. Cloonacauneen Castle)     | рыцарская башня | XV в.           | восстановлен |             | Национальнный памятник      | |
| Замок Монивей (англ. Monivea Castle)              | рыцарская башня |                 | руины        |             |                             | |
| Замок Онанэйр (англ. Aughnanure Castle)           | рыцарская башня | XVI в.          | восстановлен |             | Национальный памятник       | |
| Замок Оранмор (англ. Oranmore Castle)             | рыцарская башня | XV в.           | восстановлен |             | Национальный памятник       | |
| Замок Портамна (англ. Portumna Castle)            | особняк         | 1610—1617       | восстановлен |             | Национальный памятник       | |
| Замок Фертагар (англ. Feartagar Castle)           | рыцарская башня | XV в.           | руины        |             | Национальный памятник       | |
| Замок Фиддон (англ. Fiddaun Castle)               | рыцарская башня | середина XVI в. | руины        |             | Национальный памятник       | |
| Замок Хэкетт (англ. Castle Hackett)               | рыцарская башня | XIII в.         | руины        |             |                             | |
| Замок Эркорт (англ. Eyrecourt Castle)             | особняк         | XVII в.         | руины        |             |                             | |

## Донегол
| Название                                         | Тип             | Дата постройки | Состояние     | Изображение | Статус                | Примечания |
| ------------------------------------------------ | --------------- | -------------- | ------------- | ----------- | --------------------- | ---------- |
| Замок Баллишаннон (англ. Ballyshannon Castle)    | замок           | 1423           | не сохранился |             |                       |            |
| Замок Берт (англ. Burt Castle)                   | замок           | XVI в.         | руины         |             |                       |            |
| Замок Гленвей (англ. Glenveagh Castle)           | особняк         | ок. 1870       | сохранился    |             | музей                 |            |
| Замок До (англ. Doe Castle)                      | рыцарская башня | начало XV в.   | восстановлен  |             | Национальный памятник |            |
| Замок Донегол (англ. Donegal Castle)             | замок           | XV в.          | восстановлен  |             | музей                 |            |
| Замок Драмбо (англ. Drumboe Castle)              | замок           | ок. 1622       | руины         |             |                       |            |
| Замок Каррикабраги (англ. Carrickabraghy Castle) | рыцарская башня | XVI в.         | руины         |             |                       |            |
| Замок Монгавлин (англ. Mongavlin Castle)         | замок           | XVI в.         | руины         |             |                       |            |
| Замок Нортбург (англ. Northburgh Castle)         | замок           | 1305           | руины         |             |                       |            |
| Замок Раган (англ. Rahan Castle)                 | замок           | XV в.          | руины         |             |                       |            |
| Замок Рафо (англ. Raphoe Castle)                 | замок           | 1630-е         | руины         |             |                       |            |

## Дублин
| Название                                         | Тип                 | Дата постройки  | Состояние     | Изображение | Статус                                       | Примечания |
| ------------------------------------------------ | ------------------- | --------------- | ------------- | ----------- | -------------------------------------------- | --- |
| Замок Ардгиллан (англ. Ardgillan Castle)         | особняк             | 1738            | сохранился    |             | музей                                        | |
| Замок Аштаун (англ. Ashtown Castle)              | рыцарская башня     | XV в.           | восстановлен  |             | музей                                        | |
| Замок Дандрум (англ. Dundrum Castle)             | рыцарская башня     | ок. 1590        | руины         |             |                                              | |
| Замок Дансоли (англ. Dunsoghly Castle)           | рыцарская башня     | ок. 1450        | восстановлен  |             | Национальный памятник                        | |
| Замок Драмкондра (англ. Drumcondra Castle)       | особняк             | ок. 1560        | сохранился    |             | Центр обучения детей с нарушением зрения     | |
| Замок Дримна (англ. Drimnagh Castle)             | замок               | начало XV в.    | восстановлен  |             | музей                                        | |
| Замок Дублин (англ. Dublin Castle)               | замок               | 1204—1230       | восстановлен  |             | Правительственный косплекс                   | |
| Замок Каррикмайнс (англ. Carrickmines Castle)    | замок               | XIII в.         | не сохранился |             |                                              | |
| Замок Каслнок (англ. Castleknock Castle)         | замок               | 1170-е          | руины         |             |                                              | |
| Замок Килгоббин (англ. Kilgobbin Castle)         | рыцарская башня     | ок. 1476        | руины         |             |                                              | Рисунок XVIII века. |
| Замок Килсаллаган (англ. Kilsallaghan Castle)    | рыцарская башня     |                 | руины         |             |                                              | |
| Замок Клонтарф (англ. Clontarf Castle)           | особняк             | 1837            | восстановлен  |             | гостиница                                    | |
| Замок Кноклайн (англ. Knocklyne Castle)          | особняк             | 1840            | сохранился    |             | частная резиденция                           | |
| Замок Конн (англ. Conn Castle)                   | замок               | XIII в.         | не сохранился |             |                                              | |
| Замок Корр (англ. Corr Castle)                   | рыцарская башня     | XV в.           | восстановлен  |             | на территории частного квартирного комплекса | |
| Замок Латтреллстаун (англ. Luttrellstown Castle) | замок               | ок. 1420        | восстановлен  |             | дом отдыха                                   | Фото 1898 года. |
| Замок Лейнстоун (англ. Lanestown Castle)         | рыцарская башня     | XV в.           | руины         |             |                                              | |
| Замок Малахайд (англ. Malahide Castle)           | замок               | ок. 1185        | восстановлен  |             | музей                                        | |
| Замок Мандерли (англ. Manderley Castle)          | особняк             | 1840            | сохранился    |             | частная резиденция певицы Эния               | |
| Замок Мерфистоун (англ. Murphystown Castle)      | рыцарская башня     | XV в.           | руины         |             |                                              | |
| Замок Монкстаун (англ. Castle)                   | замок               | начало XIII в.  | руины         |             | Национальный памятник                        | |
| Замок Пакс (англ. Puck’s Castle)                 | укреплённый особняк | конец XVI в.    | руины         |             |                                              | |
| Замок Перрин (англ. Castle Perrin)               | особняк             | 1820            | сохранился    |             | частная резиденция                           | |
| Замок Портрейн (англ. Portrane Castle)           | рыцарская башня     | XIII в.         | руины         |             |                                              | |
| Замок Ратфарнем (англ. Rathfarnham Castle)       | укреплённый особняк | ок. 1583        | восстановлен  |             | музей Национальный памятник                  | |
| Замок Рахмайнс (англ. Rathmines Castle)          | особняк             | 1820            | не сохранился |             |                                              | На земле Рахмайнс был другой замок, построенный ок. 1636 года и снесённый в 1840 году для строительства Палмерстон-парка. Особняк 1820 года снесён в середине XX века; на его месте построена церковь с колледжем и школой. Рисунок из газеты 1833 года. |
| Замок Робсволл (англ. Robswall Castle)           | особняк             | XV в.           | сохранился    |             | частная резиденция                           | |
| Замок Ситаун (англ. Seatown Castle)              | рыцарская башня     | XV в.           | руины         |             |                                              | |
| Замок Сордс (англ. Swords Castle)                | замок               | начало XIII в.  | руины         |             | музей Национальный памятник                  | |
| Замок Стиллорган (англ. Stillorgan Castle)       | особняк             | начало XVIII в. | восстановлен  |             |                                              | В 1908 году сгорел. Ныне в замок включён в комплекс зданий Дома Святого Иоанна — там расположена психиатрическая больница. |
| Замок Талла (англ. Tallaght Castle)              | замок               | 1324—1340-е     | не сохранился |             |                                              | Гравюра 1873 года. |
| Замок Хоут (англ. Howth Castle)                  | замок               | XIV в.          | восстановлен  |             | гостиница                                    | |

## Каван
| Название                                       | Тип             | Дата постройки | Состояние     | Изображение | Статус                       | Примечания |
| ---------------------------------------------- | --------------- | -------------- | ------------- | ----------- | ---------------------------- | --- |
| Замок Балликоннелл (англ. Ballyconnell Castle) | рыцарская башня | 1620           | руины         |             |                              | Замок времён колонизации, разрушен во время пожара в 1688 году. На его месте построен дом Балликоннелл-хаус. Фрагментарные руины всё ещё видны, в ходе археологических раскопок была обнаружена чать стены башни.                                             |
| Замок Бейлиборо (англ. Bailieborough Castle)   | особняк         | 1613           | не сохранился |             |                              | Построен шотландским колонизатором во время Английской колонизации Ирландии. Уничтожен пожаром в 1918 году. Хотя два года спустя частично восстановлен, в конечном итоге он был продан под снос в 1923 году. Фото 1900 года.                                  |
| Замок Кабра (англ. Cabra Castle)               | особняк         | 1808           | руины         |             | готиница                     | Название носят два строениям. Первый замок был разрушен, а земля конфискована Кромвелем и передана полковнику Томасу Кучу. Второй замок построен на основе небольшой разрушенной башни в 1808 году. Восстановлен в 1990-х годах и переоборудован в гостиницу. |
| Замок Клохотер (англ. Cloughoughter Castle)    | замок           | 1233           | руины         |             | Национальный памятник        | Строительство начато англо-норманнами О’Рурками и завершено О’Рейли в 1233 году. Они владели им 300 лет, после чего замок был сдан капитану Хью Клюму. Разрушен кромвельскими войсками в 1653 году.                                                           |
| Замок Сондерсон (англ. Castle Saunderson)      | замок           | 1840-е         | сохранился    |             | принадлежит скаутам Ирландии | Построен семьей Сондерсон на фамильной земле. В 1977 году продан лондонскому бизнесмену, который перепродал его в 1990 году; был повреждён пожаром. С 1997 года во владении ирландских скаутов и открыт для посещения почти круглогодично.                    |

## Карлоу
| Название                                        | Тип             | Дата постройки | Состояние     | Изображение | Статус                | Примечания |
| ----------------------------------------------- | --------------- | -------------- | ------------- | ----------- | --------------------- | --- |
| Замок Баллилоган (англ. Ballyloughan Castle)    | замок           | ок. 1300       | руины         |             | Национальный памятник | Предположительно построен англо-нормандским лордом, долгое время был во владении клана Кавана. Вероятно покинут в XIV веке. Недалеко стоит разрушенный особняк XVII века.                                                                         |
| Замок Баллимун (англ. Ballymoon Castle)         | замок           | ок. 1290—1310  | руины         |             | Национальный памятник | Вероятно построен Роджером Биго для защиты долины реки Барроу от ирландских набегов. В прошлом замок ошибочно связывали с тамплиерами. |
| Замок Карлоу (англ. Carlow Castle)              | замок           | 1207—1213      | руины         |             | Национальный памятник | Возведён Уильямом Маршаллом на месте замка по типу мотт и бейли, построенного Гуго де Ласи в 1180 году. В 1814 году частично обрушился из-за направленного взрыва при попытке переоборудовать замок под психиатрическую лечебницу и был заброшен. |
| Замок Каслмор (англ. Castlemore Castle)         | мотт и бейли    | конец XII в.   | не сохранился |             |                       | Построен Раймондом Фиц-Джеральдом, одним из участников Нормандского вторжения в Ирландию. Сохранилась насыпь. |
| Замок Лейлинбридж (англ. Leighlinbridge Castle) | рыцарская башня | 1180           | руины         |             | Национальный памятник | Построен Гуго де Ласи для защиты переправы через реку; разрушен в XIV веке и восстановлен Эдвардом Беллингемом в 1547 году. Разрушен сторонниками Кромвеля под командованием полковника Хьюсона в 1650 году.                                      |
| Замок Тиннагинх (англ. Tinnahinch Castle)       | рыцарская башня | 1615           | руины         |             |                       | Построен Джеймсом Батлером для защиты моста. Сгорел в 1700 году, с тех пор лежит в руинах. Планируется снос. |
| Замок Хантингтон (англ. Huntington Castle)      | замок           | 1625           | сохранился    |             | частная резиденция    | Построен баронетами Эсмонд во время Английской колонизации Ирландии. Их потомки до сих пор владеют замком. Открыт для посещения. |

## Керри
| Название                                           | Тип             | Дата постройки | Состояние    | Изображение | Статус                                         | Примечания          |
| -------------------------------------------------- | --------------- | -------------- | ------------ | ----------- | ---------------------------------------------- | ------------------- |
| Ань-Дунбег (ирл. An Dún Beag)                      | каменный форт   | неизвестно     | руины        |             | Национальный памятник                          |                     |
| Ань-Штегь (ирл. An Stéig)                          | каменный форт   | IV в.          | руины        |             | Национальный памятник                          |                     |
| Замок Баллибаннион (англ. Ballybunnion Castle)     | рыцарская башня | XVI в.         | руины        |             |                                                |                     |
| Замок Балликэрбери (англ. Ballycarbery Castle)     | замок           | XVI в.         | руины        |             |                                                |                     |
| Замок Баллималис (англ. Ballymalis Castle)         | рыцарская башня | начало XVI в.  | руины        |             | Национальный памятник                          |                     |
| Замок Баллинскеллигс (англ. Ballinskelligs Castle) | рыцарская башня | XVI в.         | руины        |             |                                                |                     |
| Замок Галларус (англ. Gallarus Castle)             | рыцарская башня | XV в.          | восстановлен |             | принадлежит рыцарю Керри Национальный памятник |                     |
| Замок Данкеррон (англ. Dunkerron Castle)           | рыцарская башня | XIII в.        | руины        |             |                                                |                     |
| Замок Дромор (англ. Dromore Castle)                | особняк         | 1831—1839      | руины        |             | принадлежит инвестиционной компании            | Фото ок. 1900 года. |
| Замок Карригафойл (англ. Carrigafoyle Castle)      | рыцарская башня | 1490-е         | руины        |             | музей Национальный памятник                    |                     |
| Замок Листоуэл (англ. Listowel Castle)             | замок           | XV в.          | руины        |             | Национальный памятник                          |                     |
| Замок Паркавониар (англ. Parkavonear Castle)       | рыцарская башня | ок. 1169       | руины        |             | Национальный памятник                          |                     |
| Замок Росс (англ. Ross Castle)                     | рыцарская башня | XV в.          | восстановлен |             | музей Национальный памятник                    |                     |

## Килдэр
| Название                                     | Тип             | Дата постройки | Состояние             | Изображение | Статус                      | Примечания                                                                      |
| -------------------------------------------- | --------------- | -------------- | --------------------- | ----------- | --------------------------- | ------------------------------------------------------------------------------- |
| Замок Барберстоун (англ. Barberstown Castle) | замок           | ок. 1288—1300  | восстановлен          |             | гостиница                   |                                                                                 |
| Замок Барретстоун (англ. Barretstown Castle) | замок           | XVI в.         | восстановлен          |             | в собственности государства |                                                                                 |
| Замок Грейндж (англ. Grange Castle)          | рыцарская башня | ок. 1460       | руины                 |             | Национальный памятник       |                                                                                 |
| Замок Карбери (англ. Carbury Castle)         | мотт и бейли    | ок. 1220       | руины                 |             |                             |                                                                                 |
| Замок Килдэр (англ. Kildare Castle)          | мотт и бейли    | XII в.         | руины                 |             |                             | Построен Ричардом де Клером, 2-м графом Пембрук. Сохранилась только одна башня. |
| Замок Килкея (англ. Kilkea Castle)           | мотт и бейли    | ок. 1180       | восстановлен          |             | дом отдыха                  |                                                                                 |
| Замок Килтил (англ. Kilteel Castle)          | рыцарская башня | XV в.          | сохранился            |             | Национальный памятник       |                                                                                 |
| Замок Лейкслип (англ. Leixlip Castle)        | замок           | 1172           | восстановлен          |             | частная резиденция          |                                                                                 |
| Замок Мэйнут (англ. Maynooth Castle)         | замок           | ок. 1203       | частично восстановлен |             | Национальный памятник       |                                                                                 |
| Замок Раткоффи (англ. Rathcoffey Castle)     | замок           | XV в.          | руины                 |             | Национальный памятник       |                                                                                 |
| Замок Ребан (англ. Rheban Castle)            | замок           | ок. 1200       | руины                 |             |                             | Рисунок середины XIX века.                                                      |
| Замок Ривз (англ. Reeves Castle)             | рыцарская башня | XIV в.         | сохранился            |             | на территории фермы         |                                                                                 |
| Замок Уайтс (англ. White’s Castle)           | рыцарская башня | 1527           | восстановлен          |             | частная резиденция          |                                                                                 |

## Килкенни
| Название                                  | Тип             | Дата постройки | Состояние    | Изображение | Статус                      | Примечания |
| ----------------------------------------- | --------------- | -------------- | ------------ | ----------- | --------------------------- | ---------- |
| Замок Бёрнчёрч (англ. Burnchurch Castle)  | рыцарская башня | XV в.          | руины        |             | Национальный памятник       |            |
| Замок Говран (англ. Gowran Castle)        | рыцарская башня | 1385           | восстановлен |             | частная резиденция          |            |
| Замок Гортинс (англ. Gorteens Castle)     | замок           | XVI в.         | руины        |             |                             |            |
| Замок Грана (англ. Granagh Castle)        | замок           | 1290           | руины        |             | Национальный памятник       |            |
| Замок Дайсарт (англ. Dysart Castle)       | замок           | XIV в.         | руины        |             |                             |            |
| Замок Кантуэллс (англ. Cantwell’s Castle) | рыцарская башня | XII в.         | руины        |             | Национальный памятник       |            |
| Замок Килбайн (англ. Kilbline Castle)     | рыцарская башня | XVI в.         | сохранился   |             | частная резиденция          |            |
| Замок Килкенни (англ. Kilkenny Castle)    | замок           | 1195           | восстановлен |             | в собственности государства |            |
| Замок Клара (англ. Clara Castle)          | рыцарская башня | ок. 1500       | сохранился   |             | Национальный памятник       |            |
| Замок Кломанта (англ. Clomantagh Castle)  | рыцарская башня | 1430-е         | восстановлен |             | гостиница                   |            |
| Замок Корладди (англ. Corluddy Castle)    | рыцарская башня | XIII в.        | руины        |             |                             |            |
| Замок Кулхилл (англ. Coolhill Castle)     | рыцарская башня | XIII в.        | руины        |             | Национальный памятник       |            |
| Замок Модлин (англ. Maudlin Castle)       | рыцарская башня | начало XVI в.  | восстановлен |             | Национальный памятник       |            |
| Замок Фоулксрат (англ. Foulksrath Castle) | рыцарская башня | начало XV в.   | сохранился   |             | частная резиденция          |            |
| Замок Шанкилл (англ. Shankill Castle)     | особняк         | 1708           | сохранился   |             | частная резиденция          |            |

## Клэр
| Название                                         | Тип              | Дата постройки  | Состояние    | Изображение | Статус                              | Примечания |
| ------------------------------------------------ | ---------------- | --------------- | ------------ | ----------- | ----------------------------------- | --- |
| Ань-Рат (ирл. An Rath)                           | каменный форт    | неизвестно      | насыпь       |             | Национальный памятник               | Древний круглый форт в Буррене, который регулярно реставрируется и поддерживается в хорошем состоянии. |
| Замок Баллимаркахан (англ. Ballymarkahan Castle) | рыцарская башня  | ок. 1430        | руины        |             |                                     | Построен семьей Макнамара. Сегодня лежит в руинах, у башни отсутствует юго-восточный угол. |
| Замок Баллинагован (англ. Ballynagowan Castle)   | рыцарская башня  | XV в.           | восстановлен |             | гостиница                           | Название означает «устье кузнечного брода» (ирл. bael-atha-an-ghobhan); также известен как замок Смитстаун. Впервые упоминается в 1551 году, когда Мурроу О’Брайен, 1-й граф Томонд, завещал его своему сыну Тейгу. Покинут и пришёл в упадок в середине XIX века. Восстановлен в 1990-х годах.                                                                                 |
| Замок Баллиналакен (англ. Ballinalacken Castle)  | рыцарская башня  | конец XV в.     | руины        |             | на территории гостиницы             | Находится на территории гостиницы 1840-х годов, которая изначально была резиденцией могущественной семьи О’Брайен. |
| Замок Баллипортри (англ. Ballyportry Castle)     | рыцарская башня  | XV в.           | восстановлен |             | гостиница                           | Возведён на месте древней резиденции Бриана Бору и других О’Брайенов, которые жили в замке вплоть до своего поражения при Кинсейле в начале 1602 года. Восстановлен в 1960-х годах. |
| Замок Баллиханнон (англ. Ballyhannon Castle)     | рыцарская башня  | ок. 1490        | восстановлен |             | гостиница Национальный памятник     | Построен Макнамарами, которые потеряли замок из-за О’Брайенов во время колонизации Ольстера в начале XVII века. Замок был разграблен во время восстания 1641 года и уцелел во время завоевания Кромвелем Ирландии. |
| Замок Банратти (англ. Bunratty Castle)           | замок            | ок. 1425        | руины        |             | музей Национальный памятник         | Построен кланом Макнамара на месте древнего поселения викингов и замка, возведённого Томасом де Клером в 1270 году. Захвачен О’Брайенами в 1475 году. Уильям Пенн сдал замок конфедератам в время ирландского восстания. Продан 8-м графом Томонд в 1712 году, заброшен и пришёл в упадок. В 1956 году куплен и отреставрирован Стэндишем Веркером, 7-м виконтом Горт.          |
| Замок Бостон (англ. Boston Castle)               | рыцарская башня  | XIV в.          | руины        |             |                                     | Махон О’Брайен держал оборону в замке против англичан на протяжении трёх месяцев в 1586 году. После его гибели сэр Ричард Бингем, губернатор Коннахта, принял капитуляцию защитников, казнил их и частично разрушил башню. |
| Замок Гленина (англ. Gleninagh Castle)           | рыцарская башня  | XVI в.          | руины        |             | Национальный памятник               | Построен кланом О’Локлин, который правил в этой местности вплоть до 1890 года. Заброшен в 1843 году, использовался местным фермером под хлев. Частично отреставрирован в XX веке. |
| Замок Греганс (англ. Gregans Castle)             | рыцарская башня  | XV в.           | восстановлен |             | частная резиденция                  | Построен кланом О’Локлин. Замком Греганс также называют близлежащий особняк в георгианском стиле, построенный в 1750 году. Башня отреставрирована и является частной резиденцией, в 1967 году в особняке открылась гостиница. |
| Замок Дох (англ. Dough Castle)                   | рыцарская башня  | ок. 1306        | руины        |             | на территории гольф-клуба           | Построен О’Коннорами. С приблизительно 1584 года им владела семья сэра Донала О’Брайена. Они укрыли у себя английских поселенцев, которых преследовали ирландские повстанцы. Благодаря этому в 1654 году армия Кромвеля не разрушила замок. Из-за песчаной почвы замок обвалился в XIX веке.                                                                                    |
| Замок Дромоленд (англ. Dromoland Castle)         | замок            | 1835            | сохранился   |             | гостиница и ресторан                | Изначальная рыцарская башня XVI века принадлежала Мурроу О'Брайену. Она была расширена и перестроена в XVIII и XIX веках. В 1962 году замок приобретён гражданином США и превращён в пятизвёздочный отель. В 1995 году ресторан «Граф Томонд» получил звезду «Мишлен». |
| Замок Дромор (англ. Dromore Castle)              | рыцарская башня  | начало XVI в.   | руины        |             | Национальный памятник               | В первой половине XVII века замок отреставрирован Тейг О’Брайен (сын Коннора О’Брайена, 3-го графа Томонд). В 1689 году последний О’Брайен покинул замок, который разрушился в XVIII веке. |
| Замок Дунагор (англ. Doonagore Castle)           | рыцарская башня  | середина XVI в. | восстановлен |             | частная резиденция                  | Построен О’Коннорами на месте более раннего укрепления XIV века. В 1588 году местный шериф повесил в замке около 170 испанцев с корабля Непобедимой армады, который разбился у побережья. В начале XIX века отремонтирован, но к 1837 году вновь пришёл в упадок. В 1970-х годах куплен американцем ирландского происхождения, отремонтирован и превращён в частную резиденцию. |
| Замок Дунбег (англ. Doonbeg Castle)              | рыцарская башня  | XVI в.          | руины        |             |                                     | |
| Замок Дэнган (англ. Dangan Castle)               | рыцарская башня  | XIII в.         | руины        |             |                                     | |
| Замок Карригахольт (англ. Carrigaholt Castle)    | рыцарская башня  | ок. 1480        | руины        |             | Национальный памятник               | |
| Каэрконнелский каменный форт (англ. Castle)      | каменный форт    | X в.            | руины        |             | на территории частной собственности | |
| Замок Краггауновен (англ. Craggaunowen Castle)   | рыцарская башня  | 1550            | восстановлен |             | музей                               | |
| Замок Лиманех (англ. Lemaneagh Castle)           | рыцарская башня  | ок. 1480—90     | руины        |             | Национальный памятник               | |
| Башня Мохер (англ. Moher Castle)                 | сторожевая башня | ок. 1808        | руины        |             |                                     | |
| Замок Наппог (англ. Knappogue Castle)            | рыцарская башня  | 1467            | восстановлен |             | музей                               | |
| Замок Ньютаун (англ. Newtown Castle)             | рыцарская башня  | ок. 1550        | восстановлен |             | принадлежит колледжу искусств       | |
| Башня О’Брайен (англ. O’Brien’s Tower)           | сторожевая башня | 1835            | сохранилась  |             | достопримечательность               | |
| Замок О’Грейди (англ. O’Grady Castle)            | рыцарская башня  | ок. 1500        | руины        |             |                                     | |
| Замок О’Ди (англ. O’Dea Castle)                  | рыцарская башня  | 1470—1490       | восстановлен |             | музей                               | |
| Замок Тромра (англ. Tromra Castle)               | рыцарская башня  | XV в.           | руины        |             |                                     | |

## Корк
| Название                                           | Тип                 | Дата постройки  | Состояние     | Изображение | Статус                             | Примечания                |
| -------------------------------------------------- | ------------------- | --------------- | ------------- | ----------- | ---------------------------------- | ------------------------- |
| Замок Баллинакаррига (англ. Ballinacarriga Castle) | рыцарская башня     | ок. 1585        | руины         |             | Национальный памятник              |                           |
| Замок Баллинколлиг (англ. Ballincollig Castle)     | замок               | конец XII в.    | руины         |             | в частной собственности            |                           |
| Замок Баррискорт (англ. Barryscourt Castle)        | замок               | середина XVI в. | восстановлен  |             | музей Национальный памятник        |                           |
| Замок Белвелли (англ. Belvelly Castle)             | рыцарская башня     | XIV в.          | восстановлен  |             | частная резиденция                 |                           |
| Замок Бларни (англ. Blarney Castle)                | замок               | 1446            | руины         |             | в собственности баронетов Колтерст |                           |
| Замок Блэкрок (англ. Blackrock Castle)             | форт                | 1582            | восстановлен  |             | музей и обсерватория               |                           |
| Замок Блэкуотер (англ. Blackwater Castle)          | рыцарская башня     | начало XV в.    | восстановлен  |             | частная резиденция                 |                           |
| Замок Данбой (англ. Dunboy Castle)                 | замок               | XV в.           | руины         |             |                                    |                           |
| Замок Дандэнион (англ. Dundanion Castle)           | рыцарская башня     | XVI в.          | руины         |             | в частной собственности            |                           |
| Замок Данлох (англ. Dunlough Castle)               | замок               | 1207            | руины         |             |                                    |                           |
| Замок Данэсид (англ. Dunasead Castle)              | укреплённый особняк | 1620-е          | восстановлен  |             | частная резиденция                 |                           |
| Замок Десмонд (англ. Desmond Castle)               | рыцарская башня     | 1490—1510       | восстановлен  |             | музей Национальный памятник        |                           |
| Замок Донован (англ. Castle Donovan)               | рыцарская башня     | XVI в.          | руины         |             | Национальный памятник              |                           |
| Замок Дришан (англ. Drishane Castle)               | рыцарская башня     | ок. 1436—1450   | восстановлен  |             | Национальный памятник              |                           |
| Замок Дроманин (англ. Dromaneen Castle)            | укреплённый особняк | ок. 1610        | руины         |             | Национальный памятник              |                           |
| Замок Кантёрк (англ. Kanturk Castle)               | укреплённый особняк | ок. 1601        | сохранился    |             | Национальный памятник              |                           |
| Замок Карриганасс (англ. Carriganass Castle)       | рыцарская башня     | ок. 1540        | руины         |             |                                    |                           |
| Замок Карригапука (англ. Carrigaphooca Castle)     | рыцарская башня     | 1335—1351       | руины         |             | Национальный памятник              |                           |
| Замок Карригрохан (англ. Carrigrohane Castle)      | укреплённый особняк | конец XVI в.    | восстановлен  |             | частная резиденция                 |                           |
| Замок Каслмартир (англ. Castlemartyr Castle)       | замок               | ок. 1420        | руины         |             |                                    |                           |
| Замок Килболейн (англ. Kilbolane Castle)           | замок               | конец XV в.     | руины         |             | Национальный памятник              |                           |
| Замок Килколман (англ. Kilcolman Castle)           | рыцарская башня     | ок. 1420-е      | руины         |             |                                    |                           |
| Замок Килкрея (англ. Kilcrea Castle)               | рыцарская башня     | середина XV в.  | руины         |             | на территории частной фермы        |                           |
| Замок Клохан (англ. Cloghan Castle)                | рыцарская башня     | неизвестно      | руины         |             |                                    | Деталь рисунка 1853 года. |
| Замок Конна (англ. Conna Castle)                   | рыцарская башня     | 1560—1561       | восстановлен  |             | Национальный памятник              |                           |
| Коппингерс-корт (англ. Coppinger’s Court)          | укреплённый особняк | 1616            | руины         |             |                                    |                           |
| Замок Макрум (англ. Macroom Castle)                | замок               | конец XII в.    | руины         |             | Национальный памятник              |                           |
| Замок Маллоу (англ. Mallow Castle)                 | укреплённый особняк | 1500-е          | руины         |             | Национальный памятник              |                           |
| Замок Митчелстаун (англ. Mitchelstown Castle)      | особняк             | 1770-e          | не сохранился |             |                                    | Рисунок 1820 года.        |
| Замок Монкстаун (англ. Monkstown Castle)           | замок               | XIII в.         | руины         |             |                                    |                           |
| Замок Пук (англ. Castle Pook)                      | рыцарская башня     | 1380            | руины         |             |                                    |                           |
| Замок Салем (англ. Salem Castle)                   | укреплённый особняк | ок. 1470        | восстановлен  |             | гостиница                          |                           |
| Замок Тинтс (англ. Tynte’s Castle)                 | рыцарская башня     | конец XV в.     | восстановлен  |             | достопримечательность              |                           |
| Замок Фрек (англ. Freke Castle)                    | особняк             | 1780            | восстановлен  |             | частная резиденция                 |                           |

## Лаут
| Название                                       | Тип             | Дата постройки | Состояние    | Изображение | Статус                      | Примечания      |
| ---------------------------------------------- | --------------- | -------------- | ------------ | ----------- | --------------------------- | --------------- |
| Замок Арди (англ. Ardee Castle)                | рыцарская башня | XV в.          | восстановлен |             | Национальный памятник       |                 |
| Замок Бармит (англ. Barmeath Castle)           | особняк         | XV в.          | восстановлен |             | родовой замок баронов Белью |                 |
| Замок Беллингем (англ. Castle Bellingham)      | особняк         | ок. 1660       | сохранился   |             | площадка для мероприятий    | Фото 1920 года. |
| Замок Дарвер (англ. Darver Castle)             | рыцарская башня | ок. 1432       | восстановлен |             | гостиница                   |                 |
| Замок Короля Иоанна (англ. King John’s Castle) | замок           | конец XII в.   | руины        |             | Национальный памятник       |                 |
| Замок Роуч (англ. Castle Roche)                | замок           | ок. 1180-е     | руины        |             | Национальный памятник       |                 |
| Замок Смармор (англ. Smarmore Castle)          | замок           | начало XIV в.  | сохранился   |             | частная клиника             |                 |
| Замок Термонфекин (англ. Termonfeckin Castle)  | рыцарская башня | XV в.          | руины        |             | Национальный памятник       |                 |

## Лиишь
| Название                                 | Тип             | Дата постройки  | Состояние | Изображение | Статус                | Примечания |
| ---------------------------------------- | --------------- | --------------- | --------- | ----------- | --------------------- | ---------- |
| Замок Данамейс (англ. Dunamase Castle)   | замок           | середина XII в. | руины     |             | Национальный памятник |            |
| Замок Дарроу (англ. Castle Durrow)       | особняк         | 1712—1716       | руины     |             | гостиница             |            |
| Замок Каллахилл (англ. Cullahill Castle) | рыцарская башня | ок. 1425        | руины     |             |                       |            |
| Замок Лея (англ. Lea Castle)             | замок           | XIII в.         | руины     |             |                       |            |
| Замок Тиннакилл (англ. Tinnakill Castle) | рыцарская башня | середина XV в.  | руины     |             |                       |            |

## Лимерик
| Название                                           | Тип                                 | Дата постройки | Состояние  | Изображение | Статус                                    | Примечания |
| -------------------------------------------------- | ----------------------------------- | -------------- | ---------- | ----------- | ----------------------------------------- | --- |
| Замок Адэр (англ. Adare Manor)                     | особняк                             | 1832—1862      | сохранился |             | гостиница и ресторан                      | |
| Замок Аскитон (англ. Askeaton Castle)              | замок                               | 1199           | руины      |             |                                           | Построен Уильям де Бургом. После 1348 года принадлежал графам Десмонд. В 1579 году устоял против английского генерала сэра Николаса Малби, тем самым положив начало Второму восстанию Десмонда.    |
| Замок Баллигреннан (англ. Ballygrennan Castle)     | рыцарская башня                     | после 1583     | руины      |             |                                           | Возможно построена графами Килдэр, но вероятнее всего башня возведена Уильямом Фоксом после передачи ему Баллигреннана в 1583 году. В середине XVII века на северной стороне построен большой дом. |
| Замок Глин (англ. Glin Castle)                     | особняк                             | 1780           | руины      |             | частная резиденция и гостиница            | |
| Замок Десмонд (англ. Desmond Castle)               | замок                               | XII в.         | руины      |             |                                           | |
| Замок Карригоганнелл (англ. Carrigogunnell Castle) | рыцарская башня                     | начало XIII в. | руины      |             |                                           | |
| Замок Короля Иоанна (англ. King John’s Castle)     | замок                               | 1200—1212      | сохранился |             | музей Национальный памятник               | |
| Замок Крум (англ. Croom Castle)                    | рыцарская башня                     | начало XIII в. | руины      |             |                                           | |
| Замок Махон (англ. Castle Mahon)                   | замок                               | конец XII в.   | руины      |             |                                           | |
| Замок Оливер (англ. Castle Oliver)                 | особняк в стиле шотландских баронов | 1845           | сохранился |             | частная резиденция                        | |
| Замок Оола (англ. Oola Castle)                     | рыцарская башня                     | ок. 1550—1600  | руины      |             |                                           | |
| Замок Рокстоун (англ. Rockstown Castle)            | рыцарская башня                     | неизвестно     | руины      |             |                                           | |
| Замок Спрингфилд (англ. Springfield Castle)        | рыцарская башня                     | XV и XVIII вв. | сохранился |             | гостиница в собственности барона Маскерри | |

## Литрим
| Название                                         | Тип                                 | Дата постройки | Состояние    | Изображение | Статус                      | Примечания |
| ------------------------------------------------ | ----------------------------------- | -------------- | ------------ | ----------- | --------------------------- | --- |
| Замок Лох-Ринн (англ. Lough Rynn Castle)         | особняк                             | 1833           | восстановлен |             | гостиница                   | |
| Замок Манорхамилтон (англ. Manorhamilton Castle) | особняк в стиле шотландских баронов | 1634           | руины        |             | музей                       | Построен во время колонизации сэром Фредериком Гамильтоном (ум. 1647), сыном лорда 1-го лорда Пейсли. В 1652 году ирландцы восстали и сожгли замок. В настоящее время по руинам проводятся экскурсии. |
| Замок Паркс (англ. Parke’s Castle)               | укреплённый особняк                 | 1635           | восстановлен |             | музей Национальный памятник | |

## Лонгфорд
| Название                           | Тип                        | Дата постройки | Состояние    | Изображение | Статус                        | Примечания |
| ---------------------------------- | -------------------------- | -------------- | ------------ | ----------- | ----------------------------- | --- |
| Замок Мойдоу (англ. Moydow Castle) | рыцарская башня            | 1260           | руины        |             |                               | Также известен как замок Каслри. Построен Джоном де Вердоном, но к 1295 году разрушен. Согласно записям, в XIV и XVI веках замок был восстановлен и обитаем.                                          |
| Замок Форбс (англ. Castle Forbes)  | особняк в готическом стиле | ок. 1830       | восстановлен |             | родовое гнездо графов Гранард | Построен на месте более раннего сооружения, уничтоженного пожаром. Был несколько раз перестроен, как внутри, так и снаружи, особенно после пожара в середине 1920-х годов. Фото не позднее 1914 года. |

## Мейо
| Название                                              | Тип             | Дата постройки  | Состояние    | Изображение | Статус                  | Примечания |
| ----------------------------------------------------- | --------------- | --------------- | ------------ | ----------- | ----------------------- | --- |
| Замок Агалард (англ. Aghalard Castle)                 | рыцарская башня | ок. 1490        | руины        |             | Национальный памятник   | Построен потомками клана Макдональд из Нокнаклоя. Захвачен в 1596 году, но вскоре освобождён Аодом Руадом О’Доннелом. В XIX веке продан сэру Бенджамину Гиннессу. |
| Замок Дил (англ. Deel Castle)                         | рыцарская башня | XVI в.          | руины        |             |                         | |
| Замок Карриккилдавнет (англ. Carrickkildavnet Castle) | рыцарская башня | ок. 1429        | руины        |             | Национальный памятник   | |
| Замок Кинлох (англ. Kinlough Castle)                  | рыцарская башня | XVI в.          | руины        |             | Национальный памятник   | |
| Замок Раппа (англ. Rappa Castle)                      | особняк         | XVII в.         | руины        |             |                         | |
| Замок Рокфлит (англ. Rockfleet Castle)                | рыцарская башня | середина XVI в. | восстановлен |             | Национальный памятник   | |
| Замок Шрул (англ. Shrule Castle)                      | рыцарская башня | ок. 1238        | руины        |             | в частной собственности | |
| Замок Эшфорд (англ. Ashford Castle)                   | замок           | 1228            | восстановлен |             | гостиница               | |

## Мит
| Название                                    | Тип             | Дата постройки | Состояние    | Изображение | Статус                              | Примечания |
| ------------------------------------------- | --------------- | -------------- | ------------ | ----------- | ----------------------------------- | ---------- |
| Замок Атламни (англ. Athlumney Castle)      | рыцарская башня | XV в.          | руины        |             | Национальный памятник               |            |
| Замок Данган (англ. Dangan Castle)          | особняк         | 1700-е         | руины        |             | на территории частной собственности |            |
| Замок Дансени (англ. Dunsany Castle)        | замок           | ок. 1180       | восстановлен |             | родовой замок барона Дансени        |            |
| Замок Даремстаун (англ. Durhamstown Castle) | рыцарская башня | начало XV в.   | сохранился   |             | гостиница и ресторан                |            |
| Замок Донор (англ. Donore Castle)           | рыцарская башня | 1430-е         | руины        |             | Национальный памятник               |            |
| Замок Киллин (англ. Killeen Castle)         | особняк         | XIX в.         | восстановлен |             | гольф-клуб                          |            |
| Замок Слейн (англ. Slane Castle)            | особняк         | 1780-е         | восстановлен |             | родовое гнездо маркиза Конингэма    |            |
| Замок Трим (англ. Trim Castle)              | замок           | 1174           | руины        |             | музей Национальный памятник         |            |

## Монахан
| Название                             | Тип                                 | Дата постройки | Состояние     | Изображение | Статус                                       | Примечания |
| ------------------------------------ | ----------------------------------- | -------------- | ------------- | ----------- | -------------------------------------------- | --- |
| Замок Лесли (англ. Castle Leslie)    | особняк в стиле шотландских баронов | 1870—1871      | сохранился    |             | в собственности ирландской ветви клана Лесли | Построен для сэра Джона Лесли, 1-го баронета Лесли (1822—1916). Несмотря на то, что особняк является частной резиденцией, в поместье можно снять комнату и провести разного рода мероприятия и торжества.                                                                                        |
| Замок Росмор (англ. Rossmore Castle) | особняк в готическом стиле          | 1827           | не сохранился |             |                                              | Построен для 2-го барона Росмор, расширен и перестроен в 1858 году. Заброшен после Второй мировой войны из-за начавшегося гниения древесины. Снесён в 1975 году. Фото начала XX века. |
| Замок Хоуп (англ. Hope Castle)       | особняк                             | 1780-е         | руины         |             | гостиница и ресторан (до пожара)             | Построен как замок Блейни для Эндрю Блейни, 11-го барона Блейни. В 1853 году продан Генри Томасу Хоупу (1808—1862), сыну Томаса Хоупа. В XX вере в разное время в здании были бараки, госпиталь и обитель францисканцев. С 1980 года вплоть до пожара в ноябре 2010 года — гостиница и ресторан. |

## Оффали
| Название                                   | Тип                        | Дата постройки   | Состояние    | Изображение | Статус                     | Примечания |
| ------------------------------------------ | -------------------------- | ---------------- | ------------ | ----------- | -------------------------- | --- |
| Замок Балликоуэн (англ. Ballycowan Castle) | укреплённый особняк        | 1589             | руины        |             |                            | Возведён на месте рыцарской башни, сгоревшей в 1557 году. Земли и особняк конфискованы и переданы Чарльзу Куту, 2-му графу Маунтрат, в 1666 году.                                                                                     |
| Замок Бирр (англ. Birr Castle)             | замок                      | 1170             | восстановлен |             | родовое гнездо графов Росс | На территории поместья находится научный музей и телескоп «Левиафан». |
| Замок Бланделл (англ. Blundell Castle)     | замок                      | XV в.            | руины        |             |                            | Построен де Бермингемами; в XVI веке принадлежал семье Колли, и в результате Эдендерри стал известен как Куулстаун или Коллейтаун. Участвовал в Девятилетней войны. Заброшен после нападения на замок армии Якова II в мае 1691 года. |
| Замок Киннитти (англ. Kinnitty Castle)     | особняк в готическом стиле | 1811             | восстановлен |             | гостиница                  | |
| Замок Клонони (англ. Clonony Castle)       | рыцарская башня            | ранее 1519       | восстановлен |             | частная резиденция         | |
| Замок Клохан (англ. Cloghan Castle)        | крепость                   | 1336             | руины        |             |                            | |
| Замок Лип (англ. Leap Castle)              | замок                      | середина XIII в. | восстановлен |             | частная резиденция         | |
| Замок Шарлевиль (англ. Charleville Castle) | особняк в готическом стиле | 1798—1814        | восстановлен |             | площадка для мероприятий   | |

## Роскоммон
| Название                                 | Тип             | Дата постройки  | Состояние    | Изображение | Статус                          | Примечания            |
| ---------------------------------------- | --------------- | --------------- | ------------ | ----------- | ------------------------------- | --------------------- |
| Замок Донамон (англ. Donamon Castle)     | замок           | середина XII в. | восстановлен |             | принадлежит вербистам           |                       |
| Замок Каслкут (англ. Castlecoote Castle) | рыцарская башня | конец XVI в.    | руины        |             | на территории частного владения |                       |
| Замок Килронан (англ. Kilronan Castle)   | особняк         | 1820-е          | восстановлен |             | спа-отель                       | Гравюра 1840-х годов. |
| Замок Роскоммон (англ. Roscommon Castle) | замок           | 1269            | руины        |             | Национальный памятник           |                       |

## Слайго
| Название                                   | Тип   | Дата постройки | Состояние    | Изображение | Статус                              | Примечания                                                |
| ------------------------------------------ | ----- | -------------- | ------------ | ----------- | ----------------------------------- | --------------------------------------------------------- |
| Замок Баллимот (англ. Ballymote Castle)    | замок | 1300-е         | руины        |             | Национальный памятник               |                                                           |
| Замок Баллинафад (англ. Ballinafad Castle) | замок | 1590-е         | руины        |             |                                     |                                                           |
| Замок Маркри (англ. Markree Castle)        | замок | XIV в.         | восстановлен |             | гостиница                           | На территории замка расположена Маркрийская обсерватория. |
| Замок Темплхаус (англ. Templehouse Castle) | замок | 1181           | руины        |             | на территории частной собственности |                                                           |

## Типперэри
| Название                                     | Тип             | Дата постройки  | Состояние     | Изображение | Статус                              | Примечания |
| -------------------------------------------- | --------------- | --------------- | ------------- | ----------- | ----------------------------------- | --- |
| Замок Ардфиннан (англ. Ardfinnan Castle)     | замок           | ок. 1186        | сохранился    |             | частная резиденция                  | |
| Замок Балликирк (англ. Ballyquirk Castle)    | неизвестно      | XIII в.         | руины         |             |                                     | Рядом расположен комплекс двухэтажных хозяйственных построек начала XIX века. |
| Замок Баллинахо (англ. Ballynahow Castle)    | рыцарская башня | начало XVI в.   | сохранился    |             | Национальный памятник               | |
| Замок Баллифинбой (англ. Ballyfinboy Castle) | рыцарская башня | ок. 1480        | руины         |             | на территории частной собственности | В 1599 году был осаждён Робертом Деверё, 2-м графом Эссексом. В 1840 году замок описывался как «руины в хорошем состоянии». Есть хорошо сохранившаяся шила-на-гиг.                                                                                     |
| Замок Карригин (англ. Carrigeen Castle)      | особняк         | 1812—1816       | восстановлен  |             | гостиница                           | Изначально построен как тюрьма Брайдуэлл на месте более раннего сооружения; расширен в 1849—1850 годах. В 1919 году продан Дэвиду Батлеру (1890—1955), отремонтирован и переделан в частную резиденцию. Его сын с женой открыли гостиницу в 1976 году. |
| Замок Кашел (англ. Rock of Cashel)           | замок           | XII в.          | руины         |             | музей Национальный памятник         | |
| Замок Килкэш (англ. Kilcash Castle)          | замок           | XVI в.          | руины         |             | Национальный памятник               | |
| Замок Киллахара (англ. Killahara Castle)     | рыцарская башня | ок. 1550        | восстановлен  |             | частная резиденция                  | |
| Замок Киллахи (англ. Killaghy Castle)        | рыцарская башня | ок. 1550        | восстановлен  |             | гостиница                           | Построен на местер замка по типу мотт и бейли 1206 года. К рыцарской башне примыкает двухэтажный особняк, построенный ок. 1760 года. Фасад был отреставрирован приблизительно в 1825 году.                                                             |
| Замок Кэйр (англ. Cahir Castle)              | замок           | XIII в.         | восстановлен  |             | Национальный памятник               | |
| Замок Лакин (англ. Lackeen Castle)           | рыцарская башня | XVI в.          | руины         |             | Национальный памятник               | |
| Замок Лишин (англ. Lisheen Castle)           | особняк         | XVIII в.        | восстановлен  |             | частная резиденция                  | Изначально трёхэтажный палладианский особняк; замковые детали добавлены в начале XIX века. Сожжён ИРА в 1921 году во время Войны за независимость Ирландии. В 1994 году продан и восстановлен.                                                         |
| Замок Лохмор (англ. Loughmore Castle)        | замок           | 1200-е          | руины         |             |                                     | |
| Замок Мурстаун (англ. Moorstown Castle)      | рыцарская башня | конец XV в.     | руины         |             |                                     | |
| Замок Нина (англ. Nenagh Castle)             | донжон          | ок. 1200—1220-е | сохранился    |             | достопримечательность               | Заложен Теобальдом Батлером и завершён его сыном в 1220-х годах. В конце XIX века донжон переделывали в колокольню для так и не построенного собора. Ныне популярная достопримечательность.                                                            |
| Замок Ормонд (англ. Ormonde Castle)          | рыцарская башня | середина XV в.  | руины         |             | музей Национальный памятник         | |
| Замок Роскрей (англ. Roscrea Castle)         | замок           | 1213            | сохранился    |             | Национальный памятник               | |
| Замок Рэдвуд (англ. Redwood Castle)          | рыцарская башня | ок. 1200        | восстановлен  |             | музей                               | |
| Замок Шанбалли (англ. Shanbally Castle)      | особняк         | ок. 1810        | не сохранился |             |                                     | Снесён в 1960 году. Фото не позднее 1914 года. |

## Уиклоу
| Название                                    | Тип             | Дата постройки | Состояние    | Изображение | Статус                | Примечания |
| ------------------------------------------- | --------------- | -------------- | ------------ | ----------- | --------------------- | --- |
| Замок Гленарт (англ. Glenart Castle)        | особняк         | 1800           | сохранился   |             | гостиница             | |
| Замок Карнью (англ. Carnew Castle)          | замок           | конец XVI в.   | восстановлен |             | частная резиденция    | |
| Замок Киндлстаун (англ. Kindlestown Castle) | замок           | конец XIII в.  | руины        |             | Национальный памятник | |
| Замок Ратдаун (англ. Rathdown Castle)       | замок           | XIII в.        | руины        |             |                       | |
| Замок Трикасл (англ. Threecastles Castle)   | рыцарская башня | 1500-е         | сохранился   |             | Национальный памятник | |
| Чёрный замок (англ. The Black Castle)       | замок           | 1176           | руины        |             |                       | Построен Морисом Фицджеральдом, лордом Лланстефана, на месте укрепления викингов первой половины IX века. Между 1295 и 1315 годами замок был дважды атакован и сожжён О’Бирнами. |

## Уотерфорд
| Название                                   | Тип     | Дата постройки | Состояние    | Изображение | Статус                      | Примечания                               |
| ------------------------------------------ | ------- | -------------- | ------------ | ----------- | --------------------------- | ---------------------------------------- |
| Замок Дангарван (англ. Dungarvan Castle)   | замок   | 1185           | восстановлен |             | музей Национальный памятник |                                          |
| Замок Крук (англ. Crooke Castle)           | замок   | XII в.         | руины        |             |                             |                                          |
| Замок Лисмор (англ. Lismore Castle)        | замок   | 1185           | восстановлен |             | музей                       |                                          |
| Башня Реджинальда (англ. Reginald’s Tower) | донжон  | ок. 1253—1280  | сохранилась  |             | Национальный памятник       | Часть старой городской стены Уотерфорда. |
| Замок Следи (англ. Sleady Castle)          | особняк | 1628           | руины        |             |                             |                                          |
| Замок Уотерфорд (англ. Waterford Castle)   | особняк | 1895           | восстановлен |             | гостиница                   |                                          |

## Уэксфорд
| Название                                     | Тип             | Дата постройки | Состояние    | Изображение | Статус                            | Примечания                                      |
| -------------------------------------------- | --------------- | -------------- | ------------ | ----------- | --------------------------------- | ----------------------------------------------- |
| Замок Баллихак (англ. Ballyhack Castle)      | рыцарская башня | ок. 1480       | руины        |             | Национальный памятник             |                                                 |
| Замок Барги (англ. Bargy Castle)             | замок           | XV в.          | восстановлен |             | частная резиденция Криса де Бурга |                                                 |
| Замок Барнтаун (англ. Barntown Castle)       | рыцарская башня | 1560           | руины        |             |                                   |                                                 |
| Замок Джонстаун (англ. Johnstown Castle)     | особняк         | 1836           | сохранился   |             | в собственности государства       |                                                 |
| Замок Ратмакни (англ. Rathmacknee Castle)    | рыцарская башня | ок. 1493       | руины        |             | Национальный памятник             |                                                 |
| Замок Слейд (англ. Slade Castle)             | рыцарская башня | начало XVI в.  | руины        |             | Национальный памятник             |                                                 |
| Замок Телларо (англ. Tellarought Castle)     | рыцарская башня | конец XII в.   | руины        |             |                                   |                                                 |
| Замок Фернс (англ. Ferns Castle)             | замок           | начало XIII в. | руины        |             | достопримечательность             | Построен Уильямом Маршалом, 1-м графом Пембрук. |
| Замок Феррикарриг (англ. Ferrycarrig Castle) | рыцарская башня | XV в.          | руины        |             |                                   |                                                 |
| Замок Эннискорти (англ. Enniscorthy Castle)  | замок           | 1199—1203      | восстановлен |             | музей                             |                                                 |

## Уэстмит
| Название                                      | Тип             | Дата постройки | Состояние    | Изображение | Статус                              | Примечания |
| --------------------------------------------- | --------------- | -------------- | ------------ | ----------- | ----------------------------------- | ---------- |
| Замок Атлон (англ. Athlone Castle)            | замок           | 1210           | восстановлен |             | Национальный памятник               |            |
| Замок Баллинло (англ. Ballinlough Castle)     | особняк         | 1614           | сохранился   |             | родовое гнездо баронетов Ньюджент   |            |
| Замок Киллуа (англ. Killua Castle)            | особняк         | ок. 1780       | восстановлен |             | частная резиденция                  |            |
| Замок Клонин (англ. Clonyn Castle)            | особняк         | 1867—1876      | сохранился   |             | частная резиденция                  |            |
| Замок Ноккдрин (англ. Knockdrin Castle)       | особняк         | ок. 1815       | сохранился   |             | частная резиденция                  |            |
| Замок Мойдрам (англ. Moydrum Castle)          | особняк         | ок. 1814       | руины        |             | на территории частной собственности |            |
| Замок Ньюджент (англ. Nugent Castle)          | донжон          | 1181           | руины        |             |                                     |            |
| Замок Портлик (англ. Portlick Castle)         | рыцарская башня | ок. 1500       | восстановлен |             | частная резиденция                  |            |
| Замок Раттин (англ. Rattin Castle)            | рыцарская башня | XVI в.         | руины        |             |                                     |            |
| Замок Таллиналли (англ. Tullynally Castle)    | особняк         | XVII в.        | сохранился   |             | родовое гнездо графов Лонгфорд      |            |
| Замок Тиррелспасс (англ. Tyrrellspass Castle) | рыцарская башня | ок. 1411       | восстановлен |             | ресторан                            |            |